# دنیاگیری کووید-۱۹ در نروژ
دنیاگیری ۲۰–۲۰۱۹ کروناویروس در ۲۶ فوریه در نروژ آغاز شد، در حالی که موارد در طول ماه مارس شتاب می‌یابد تا جایی که تعدادی از اقدامات ایمنی با هدف دستیابی به فاصله‌گذاری اجتماعی بودند. معرفی شده در ۱۲ مارس. اولین مرگ منتسب به کووید-۱۹ در همان روز ثبت شد. بیشتر موارد تأیید شده مبنی بر اثبات منشأ آنها در خارج از نروژ همراه با گردشگرانی است که از اتریش در حال بازگشت هستند و ایتالیا.
تا تاریخ ۲۸ مارس ۲۰۲۰ نروژ ۸۵۱۳۶ آزمایش را انجام داده‌است، گزارش داده‌است ۴۳۵۵ مورد تأیید شده و ۲۵ مرگ. یک مشاور ارشد در انستیتوی بهداشت عمومی نروژ گفت دلیل اینکه به نظر می‌رسد میزان مرگ و میر نسبت به ایتالیا یا اسپانیا کوچکتر باشد، تعداد بالای آزمایشات در نروژ است.

## واکنش
اداره بهداشت نروژ از پنجشنبه ۱۲ مارس ۲۰۲۰ اقدامات بسیاری را انجام داد:
- همه موسسات آموزشی بسته بودند و فعالیتهای سازمان یافته ورزشی نیز قطع می‌شدند.
- تعدادی از رویدادها و مشاغل تعطیل بود، از جمله برنامه‌های فرهنگی، مسابقات ورزشی، سالن‌های بدنسازی و استخر. تمام مراکز مهمان نوازی در صنعت میهمان نوازی مانند بارها، بارها و کلوپهایی غیر از آنهایی که در حال سرو غذا هستند، تعطیل می‌شوند و هر مؤسسه ای که با غذا سرو می‌کند باید اطمینان حاصل کند که بازدید کنندگان می‌توانند حداقل ۱ متر از هم فاصله داشته باشند.
- متخصصان بهداشت و درمان که با مراقبت از بیمار کار می‌کردند تا ۲۰ آوریل ۲۰۲۰ از مسافرت به خارج از کشور ممنوع شدند.
- هرکسی که از ۲۷ فوریه از سفرهای خارج از سوئد و فنلاند برگشته بود، صرف نظر از اینکه علائم خود را نشان می‌دهند یا نه، باید قرنطینه کنند.
- سفر اوقات فراغت به شدت دلسرد شد. این اداره از مسافرت به کار خود مأیوس کرده‌است مگر اینکه کاملاً لازم باشد و از جلوگیری از حمل و نقل عمومی در صورت امکان و همچنین جلوگیری از مکانهای شلوغ تشویق کرده‌است.
- از مردم خواسته شد که در موسسات دارای گروه‌های آسیب‌پذیر (سالمندان، روانپزشکی، زندان و غیره) به دیگران مراجعه نکنند و عموماً برای محدود کردن تماس نزدیک با دیگران تشویق می‌شوند.
- برنامه حمل و نقل عمومی طبق روال عادی انجام می‌شد تا اطمینان حاصل شود که افراد دارای کارکردهای مهم اجتماعی می‌توانند به کار و محل کار برسند و بتوانند از یکدیگر فاصله بگیرند.

در ۱۶ مارس، غیر ساکنین ورود به نروژ ممنوع اعلام شد.
از ۱۹ مارس، ساکنان ممنوع‌الخروج ماندن در کابین‌ها در خارج از شهرداری‌های محل سکونت خود بودند تا از ایجاد فشار در زیرساخت‌های پزشکی روستایی جلوگیری کنند. افرادی که مشکوک یا تأیید شده بودن به آنها آلوده‌است، باید قوانین سختگیری در خانه را رعایت کنند. دولت جریمه‌هایی را برای افرادی که در قرنطینه خانه و قوانین انزوا در خانه نقض می‌کنند یا سازماندهی رویدادها تعیین می‌کند، جریمه کرد.

### سیاست اقتصادی
بسیاری از موسسات به منظور مقابله با شیوع بیماری بسته شدند و این منجر به افزایش بیکاری شد. بانک نرگس در ۱۳ مارس نرخ‌ها را با نصف به ۱٫۰٪ کاهش داد، سپس هفته بعد نرخ دوباره را به ۰٫۲۵٪ کاهش داد.

## جدول زمانی

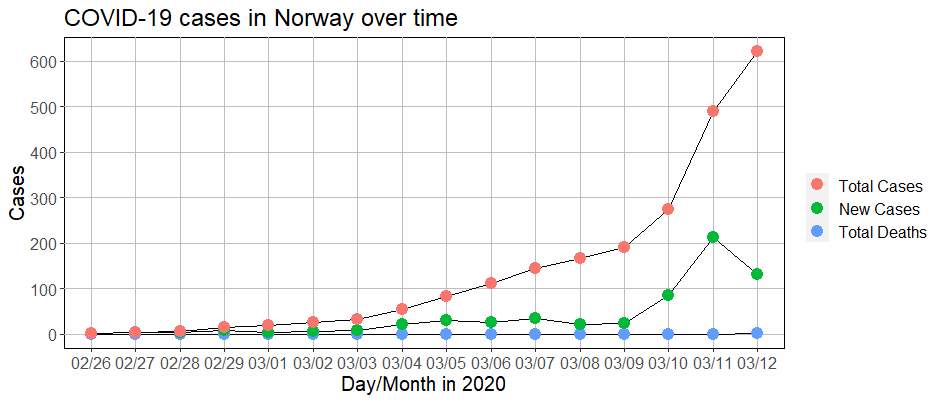
نمودار نمایانگر موارد COVID-19 در نروژ با گذشت زمان، از ۰۲/۲۶ تا ۰۳/۱۲

در ۲۶ فوریه، نروژ اولین مورد COVID-19 را تأیید کرد. انستیتوی بهداشت عمومی نروژ اعلام کرد که شخصی پس از بازگشت هفته گذشته از چین، برای SARS-CoV-2 مثبت آزمایش کرد. بیمار زن بدون علامت و از نظر سلامتی بود. وی در منزل خود در ترومسو یک انزوا داوطلبانه انجام داد.
در تاریخ ۲۷ فوریه، انستیتوی بهداشت عمومی نروژ اعلام کرد که سه نفر دیگر برای SARS-CoV-2 تأیید شده‌اند. دو نفر از آنها در اسلو زندگی می‌کردند و با شیوع ایتالیا در ارتباط بودند. دیگری در بورم زندگی می‌کرد و با شیوع ایران ارتباط داشت. همه آنها در منزوی انزوا داوطلبانه بودند.
در تاریخ ۲۸ فوریه، فردی از برگگن و کارمند بیمارستان دانشگاه اسلو، اوللو، آزمایش مثبت کردند و در انزوا در خانه قرار گرفتند. هر دو از ایتالیا شمالی دیدن کرده بودند.
در ۲۸ فوریه، ۶ مورد تأیید شده در نروژ وجود داشته‌است.
در ۲۹ فوریه، ۱۵ مورد تأیید شده در نروژ وجود داشته‌است.
تا روز یکشنبه، ۱ مارس، در مجموع ۱۹ پرونده تأیید شد. Bjørn Atle Bjørnbeth، رئیس بیمارستان Ulleåål در اسلو، اطلاع داد که به‌طور بالقوه بیش از ۱۰۰ نفر وجود دارد که با یک کارمند آلوده در تماس هستند.
در ۳ مارس ۲۵ مورد تأیید شده در نروژ، ۵ مورد از وست لند وجود داشت. مدیر مرکز Lise Færøvik گفت: یک کارمند در kjøpesenteret Horisont در Åsane تأیید شده‌است که به این ویروس آلوده شده‌است. تا این زمان، بیشتر موارد از ایتالیا وارد می‌شود، و هیچ‌یک از موارد به‌طور جدی بیمار نیستند بنابراین همه در خانه خود قرنطینه می‌شوند. بدترین مورد با یک چهارم از جمعیت نروژ آلوده ارزیابی می‌شود و دولت‌ها برای رسیدگی به ۱ میلیون نفر از سوی دولت اقداماتی را انجام می‌دهند.
در ۴ مارس، ۵۶ مورد تأیید شده در نروژ وجود داشت که همه این موارد با شیوع شناخته شده در خارج از کشور مرتبط است. تاکنون فقط تعداد معدودی از این افراد در نروژ آلوده شده‌اند (به ویژه ۵ مورد در یکی از بخش‌های بیمارستان اوللو، که توسط یک همکار که به ایتالیا رفته بود آلوده شده بودند).
تا ۱۰ مارس، تعداد موارد تأیید شده در نروژ به ۴۰۰ مورد افزایش یافته‌است، و تعداد فزاینده ای از این موارد را نمی‌توان در مسافرت‌های خارجی یا هر شخص شناخته شده آلوده ردیابی کرد، که نشان دهنده انتقال جامعه در نروژ بود.
در تاریخ ۱۲ مارس، یک قفل کشویی ملی اعلام شد، از ساعت ۶ عصر همان روز قابل اجرا است. به مدت دو هفته، مدارس، مهدکودک‌ها، مراکز تناسب اندام، سالن‌های مو و غیره تعطیل است. رویدادها و گردهمایی‌های ورزشی و فرهنگی ممنوع است و محدودیت‌ها در مورد رستوران‌ها اعمال می‌شود. این اقدامات مطابق با اقدامات معرفی شده در سایر کشورهای اروپایی مانند دانمارک و ایتالیا است.
در ۱۲ مارس، نروژ به دلیل ویروس COVID-19 اولین مرگ خود را از دست داد. قربانی سالخورده بود و در بیمارستان دانشگاه اسلو درگذشت.
از ۱۳ مارس، در بین ملل با حداقل یک میلیون شهروند، نروژ با ۱۴۹٫۸ مورد در هر میلیون نفر سومین بالاترین سرانه سرانه موارد کورو ویروس مثبت را در اختیار دارد.

## آمار
| تاریخ        | Troms and Finnmark | Oslo | Viken | Vestland | Rogaland | Agder | Innlandet | Møre og Romsdal | Vestfold og Telemark | Trøndelag | Nordland | ناشناخته | موارد تأیید شده | موارد تأیید شده | مرگ  | مرگ | منابع         |
| تاریخ        | Troms and Finnmark | Oslo | Viken | Vestland | Rogaland | Agder | Innlandet | Møre og Romsdal | Vestfold og Telemark | Trøndelag | Nordland | ناشناخته | جدید            | جمع             | جدید | جمع | منابع         |
| ------------ | ------------------ | ---- | ----- | -------- | -------- | ----- | --------- | --------------- | -------------------- | --------- | -------- | -------- | --------------- | --------------- | ---- | --- | ------------- |
| ۲۰۲۰/۰۲/۲۶   | ۱                  |      |       |          |          |       |           |                 |                      |           |          |          | ۱               | ۱               |      |     |               |
| ۲۰۲۰/۰۲/۲۷   |                    | ۲    | ۱     |          |          |       |           |                 |                      |           |          |          | ۳               | ۴               |      |     | [ ۲۱ ]        |
| ۲۰۲۰/۰۲/۲۸   |                    | ۱    |       | ۱        |          |       |           |                 |                      |           |          | ۱        | ۲               | ۷               |      |     | [ ۲۲ ]        |
| ۲۰۲۰/۰۲/۲۹   |                    | ۱    |       | ۴        |          |       |           |                 |                      |           |          | ۳        | ۸               | ۱۵              |      |     | [ ۲۳ ]        |
| ۲۰۲۰/۰۳/۰۱   |                    |      |       | ۲        |          |       |           |                 |                      |           |          | ۲        | ۴               | ۱۹              |      |     | [ ۲۴ ]        |
| ۲۰۲۰/۰۳/۰۲   |                    |      |       | ۲        | ۱        | ۲     |           |                 |                      |           |          | ۱        | ۶               | ۲۵              |      |     | [ ۲۵ ]        |
| ۲۰۲۰/۰۳/۰۳   | ۱                  |      | ۳     | ۳        |          | ۱     |           |                 |                      |           |          |          | ۸               | ۳۳              |      |     | [ ۲۶ ]        |
| ۲۰۲۰/۰۳/۰۴   |                    | ۴    | ۵     | ۵        | ۲        |       | ۳         | ۱               |                      | ۱         |          |          | ۲۱              | ۵۴              |      |     | [ ۲۷ ]        |
| ۲۰۲۰/۰۳/۰۵   |                    | ۷    | ۶     | ۵        |          | ۲     | ۱         | ۱               | ۲                    | ۶         |          |          | ۳۰              | ۸۴              |      |     | [ ۲۸ ]        |
| ۲۰۲۰/۰۳/۰۶   | ۴                  | ۸    | ۱۰    | ۱        | ۷        |       | ۲         |                 |                      | ۴         |          |          | ۲۷              | ۱۱۱             |      |     | [ ۲۹ ]        |
| ۲۰۲۰/۰۳/۰۷   |                    | ۵    | ۱۲    | ۱        | ۵        | ۴     | ۶         |                 |                      |           | ۱        |          | ۳۴              | ۱۴۵             |      |     | [ ۳۰ ]        |
| ۲۰۲۰/۰۳/۰۸   |                    | ۷    | ۲     |          | ۲        |       |           |                 | ۱                    | ۸         | ۲        |          | ۲۲              | ۱۶۷             |      |     | [ ۳۱ ]        |
| ۲۰۲۰/۰۳/۰۹   |                    |      | ۵     | ۲        | ۹        | ۳     | ۱         |                 | ۱                    | ۲         |          |          | ۲۳              | ۱۹۰             |      |     | [ ۳۲ ]        |
| ۲۰۲۰/۰۳/۱۰   |                    | ۱۶   | ۴۲    | ۵        | ۷        | ۷     | ۳         | ۳               | ۱                    | ۱         |          |          | ۸۵              | ۲۷۵             |      |     | [ ۳۳ ]        |
| Unknown date |                    |      |       |          |          |       |           |                 |                      |           |          | ۲        | ۲               | ۲۷۷             |      |     |               |
| ۲۰۲۰/۰۳/۱۱   | ۱                  | ۷۲   | ۳۸    | ۱۰       | ۳۸       | ۱     | ۷         | ۲               | ۱۰                   | ۳         |          |          | ۲۱۲             | ۴۸۹             |      |     | [ ۳۴ ]        |
| ۲۰۲۰/۰۳/۱۲   | ۴                  | ۴۳   | ۳۰    | ۲۶       | ۱۱       | ۱۲    | ۱۷        | -۱              | ۷                    | ۱۲        | ۱        |          | ۱۳۲             | ۶۲۱             | ۱    | ۱   | [ ۳۵ ] [ ۳۶ ] |
| Total        | ۱۱                 | ۱۶۶  | ۱۵۴   | ۶۷       | ۸۲       | ۳۲    | ۴۰        | ۶               | ۲۲                   | ۳۷        | ۴        | ۹**      |                 | —               | ۱    | ۱   |               |